# Agonum monachum
Agonum monachum  (лат.) — вид жужелиц из подсемейства Platyninae.

## Описание
Жук длинной от 8 до 9,5 мм. Верхняя часть тела чёрная, эпиплевры надкрылий и часто ноги бурые. Переднеспинка не шире или чуть шире своей длины.

## Экология
Обитают большей частью на солончаках.

## Классификация
Выделяют два подвида:
- Agonum monachum monachum Duftschmid, 1812
- Agonum monachum syriacum Schmidt & Liebherr, 2009

## Распространение
Встречается в Европе, Турции, Израиле, Сирии, Иране и Казахстане.